# Ceratosaurus roechlingi
Ceratosaurus roechlingi (en griego antiguo, "reptil con cuerno") es una especie dudosa del género extinto Ceratosaurus de dinosaurio terópodo ceratosáurido, que vivió a finales del período Jurásico, hace aproximadamente 153 y 148 millones de años, en el Kimmeridgiense y el Titoniense en lo que hoy es África.  Janensch en 1925 basó esta especie en un cuadrado, MB R 2160, tres vértebras caudales parciales, MB R 1934, 1935, 2162 y un peroné proximal, MB R 3627, que se cree pertenecen a un solo individuo, como así como dos caudales de sedimentos anteriores, MB R 1938, 2166. Además, etiquetó un astrágalo y calcáneo, MB R 1926 como perteneciente a este taxón en las colecciones del museo, aunque el espécimen no se menciona en la literatura hasta Carrano y Sampson en 2008. Madsen y Welles en 2000 intentaron hacer del cuadrado distal MB R 2160 el holotipo de Ceratosaurus roechlingi, pero como señala Rauhut 2011, esto no es válido ya que solo usaron la palabra "tipo" forma incorrecta según la regla de la ICZN 74.7.1. En cambio, Rauhut convirtió a MBG 2162 una caudal parcial en el lectotipo, porque muestra caracteres ceratosaurianos a diferencia del otro material. También encontró que mientras las otras dos vértebras asociadas son del tamaño correcto para pertenecer al lectotipo, aunque solo son referibles a Neotheropoda indet., Los elementos del cuadrado también Neotheropoda indet. y los miembros posteriores, Megalosauroidea indet. son de un individuo más grande. Los caudales anteriores se hicieron del tipo de su nuevo género de carcarodontosáurido Veterupristisaurus, descrito como "un alosaurio probable muy grande" en su resumen de 2006. Rauhut encontró C. roechlingi para ser indeterminado, pero un Ceratosauria basado en la cavidad central y posiblemente ceratosáurido basado en el surco ancho ventral ancho y profundo este último también presente en algunas tetanuros basales.